# Saint-Barnabé, Côtes-d'Armor
Saint-Barnabé är en kommun i departementet Côtes-d'Armor i regionen Bretagne i nordvästra Frankrike. Kommunen ligger i kantonen La Chèze som tillhör arrondissementet Saint-Brieuc. År 2022 hade Saint-Barnabé 1 219 invånare.

## Befolkningsutveckling
Antalet invånare i kommunen Saint-Barnabé
Referens:INSEE